# Campeonato Mundial de Esgrima de 2009
O Campeonato Mundial de Esgrima de 2009 foi a 71ª edição do torneio organizado pela Federação Internacional de Esgrima (FIE) entre os dias 30 de setembro a 8 de outubro de 2009. O evento foi realizado em Antália, Turquia. 

## Resultados
Os resultados foram os seguintes. 
Masculino
| Evento             | Ouro                                                                               | Prata                                                                             | Bronze                                                                                 |
| Espada individual  | Rússia · Anton Avdeev                                                              | Itália · Matteo Tagliariol                                                        | Espanha · José Luis Abajo                                                              |
| Espada individual  | Rússia · Anton Avdeev                                                              | Itália · Matteo Tagliariol                                                        | França · Jérôme Jeannet                                                                |
| Espada por equipe  | França · Gauthier Grumier · Jérôme Jeannet · Jean-Michel Lucenay · Ulrich Robeiri  | Hungria · Gábor Boczkó · Géza Imre · András Rédli · Péter Somfai                  | Polónia · Krzysztof Mikołajczak · Tomasz Motyka · Adam Wiercioch · Radosław Zawrotniak |
| Florete individual | Itália · Andrea Baldini                                                            | China · Zhu Jun                                                                   | Alemanha · Peter Joppich                                                               |
| Florete individual | Itália · Andrea Baldini                                                            | China · Zhu Jun                                                                   | Rússia · Artem Sedov                                                                   |
| Florete por equipe | Itália · Andrea Baldini · Stefano Barrera · Andrea Cassarà · Simone Vanni          | Alemanha · Sebastian Bachmann · Dominik Behr · Peter Joppich · Benjamin Kleibrink | Rússia · Renal Ganeyev · Alexei Jovanski · Artiom Sedov · Alexandr Stukalin            |
| Sabre individual   | Alemanha · Nicolas Limbach                                                         | Roménia · Rareș Dumitrescu                                                        | Hungria · Tamás Decsi                                                                  |
| Sabre individual   | Alemanha · Nicolas Limbach                                                         | Roménia · Rareș Dumitrescu                                                        | Itália · Luigi Tarantino                                                               |
| Sabre por equipe   | Roménia · Tiberiu Dolniceanu · Rareș Dumitrescu · Cosmin Hănceanu · Florin Zalomir | Itália · Aldo Montano · Diego Occhiuzzi · Giampiero Pastore · Luigi Tarantino     | Hungria · Tamás Decsi · Nikolász Iliász · Balázs Lontay · Áron Szilágyi                |

Feminino
| Evento             | Ouro                                                                                              | Prata                                                                                    | Bronze                                                                             |
| Espada individual  | Rússia · Lyubov Shutova                                                                           | Canadá · Sherraine Schalm                                                                | Países Baixos · Sonja Tol                                                          |
| Espada individual  | Rússia · Lyubov Shutova                                                                           | Canadá · Sherraine Schalm                                                                | Ucrânia · Anfisa Pochkalova                                                        |
| Espada por equipe  | Itália · Cristiana Cascioli · Bianca Del Carretto · Nathalie Moellhausen · Francesca Quondamcarlo | Polónia · Małgorzata Bereza · Danuta Dmowska-Andrzejuk · Ewa Nelip · Magdalena Piekarska | Alemanha · Imke Duplitzer · Britta Heidemann · Marijana Marković · Monika Sozanska |
| Florete individual | Rússia · Aida Shanayeva                                                                           | Coreia do Sul Jeon Hee-sook                                                              | Itália · Arianna Errigo                                                            |
| Florete individual | Rússia · Aida Shanayeva                                                                           | Coreia do Sul Jeon Hee-sook                                                              | Itália · Elisa Di Francisca                                                        |
| Florete por equipe | Itália · Elisa Di Francisca · Arianna Errigo · Margherita Granbassi · Valentina Vezzali           | Rússia · Yuliya Biriukova · Kamila Gafurzianova · Larisa Korobeinikova · Aida Shanayeva  | Alemanha · Maria Bartkowski · Carolin Golubytskyi · Anja Schache · Katja Wächter   |
| Sabre individual   | Estados Unidos · Mariel Zagunis                                                                   | Ucrânia · Olha Kharlan                                                                   | França · Carole Vergne                                                             |
| Sabre individual   | Estados Unidos · Mariel Zagunis                                                                   | Ucrânia · Olha Kharlan                                                                   | Hungria · Orsolya Nagy                                                             |
| Sabre por equipe   | Ucrânia · Olha Jarlan · Olena Jomrova · Halyna Pundyk · Olha Zhovnir                              | França · Cécilia Berder · Solène Mary · Léonore Perrus · Carole Vergne                   | China · Bao Yingying · Chen Xiaodong · Li Fei · Ni Hong                            |

## Quadro de medalhas
| Ordem | País           | Medalha de ouro | Medalha de prata | Medalha de bronze |    |
| ----- | -------------- | --------------- | ---------------- | ----------------- | -- |
| 1     | Itália         | 4               | 2                | 3                 | 9  |
| 2     | Rússia         | 3               | 1                | 2                 | 6  |
| 3     | Alemanha       | 1               | 1                | 3                 | 5  |
| 4     | França         | 1               | 1                | 2                 | 4  |
| 5     | Ucrânia        | 1               | 1                | 1                 | 3  |
| 6     | Roménia        | 1               | 1                |                   | 2  |
| 7     | Estados Unidos | 1               |                  |                   | 1  |
| 8     | Hungria        |                 | 1                | 3                 | 4  |
| 9     | China          |                 | 1                | 1                 | 2  |
|       | Polónia        |                 | 1                | 1                 | 2  |
| 11    | Canadá         |                 | 1                |                   | 1  |
|       | Coreia do Sul  |                 | 1                |                   | 1  |
| 13    | Países Baixos  |                 |                  | 1                 | 1  |
|       | Espanha        |                 |                  | 1                 | 1  |
| TOTAL | TOTAL          | 12              | 12               | 18                | 42 |